# جامع الإمشاطي (اللاذقية)

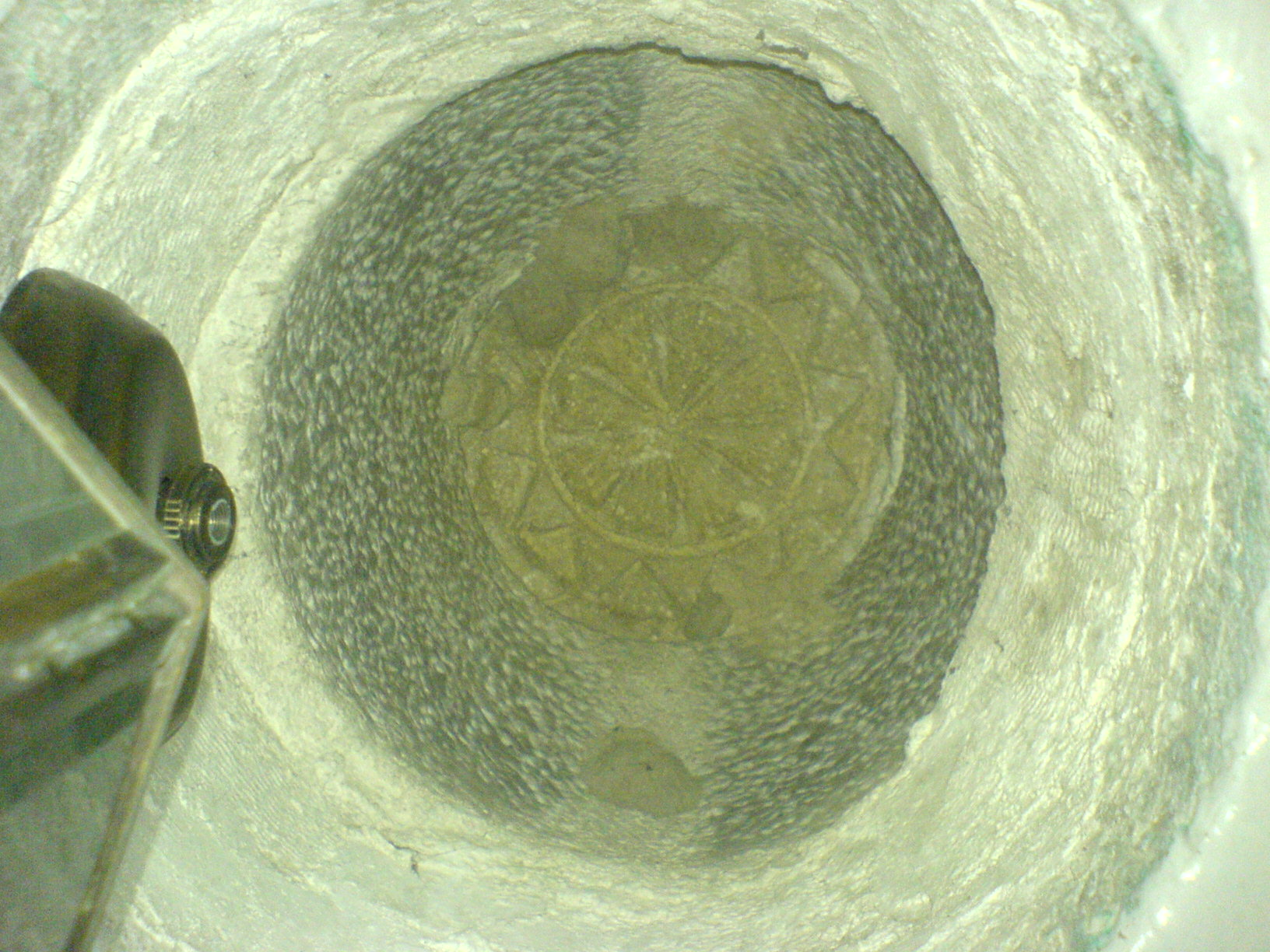
داخل قبّة المنبر - جامع الإمشاطي

جامع الأمشاطي ويقال أيضاً الإمشاطي يقع في شارع اليرموك في حي الصليبة في مدينة اللاذقية. يسمى بالأمشاطي نسبة لبيع الأمشاط أو عملها. ويعتقد أن الشخص الذي سمي الجامع باسمه هو الشخص المدفون في حرم الجامع بين عمودين من أعمدته، مع وجود روايات أخرى تشير إلى أن أصل التسمية قم شاطئ أي رأس شاطئ كونه مشيداً في مكان مرتفع بالقرب من البحر قبل أن تأخذ اللاذقية شكلها الحالي لكنها حرفت مع الأيام لتصبح أم شاطئ.

## تاريخ الجامع
يعتبر هذا المسجد مسجد الصحابي زيد بن ثابت الأنصاري، وهو من أقدم مساجد مدينة اللاذقية وتشير بعض القرائن على أنه بني زمن السلطان الناصر صلاح الدين الأيوبي بعد تحرير اللاذقية من يد الإفرنج عام 583هـ حوالي 1167 م، وهناك اعتقاد آخر بأن أصله كنيسة إفرنجية، تحول إلى مسجد زمن السلطان الناصر صلاح الدّين الأيوبي بعد أن استرجع اللاذقية.

## الوصف المعماري
للمسجد محراب صغير خالٍ من النقوش، ومن قرب المحراب منبر رخامي بسيط الشكل، يعلو مدخله لوحة رخامية نقش عليها عبارة التوحيد: ( لا إله إلا الله محمد رسول الله ) بخط الثلث يرجع إلى العصر الأيوبي .
للجامع كذلك مدخلين الأول قبلي يتم الوصول إليه من الشارع العام وهو عبارة عن ممر واسع والثاني غربي مفتوح على الزقاق الذي يصل سوق بيت الداية شمالاً بشارع اليرموك والمدخلين يفضيان إلى صحن الجامع وهذا الصحن يحيط بالجامع من جوانبه الشرقية والغربية والشمالية، صحن المسجد ساحة مكشوفة مرصوفة بالحجرة الرملية القاسية، في الطرف الشمالي منه بعض الغرف ومئذنة مثمنة الشكل، و وسط الصحن بئر عليها حلقة حجرية.
أما حرم الجامع فعبارة عن بهو مستطيل قائم على قناطر تستند إلى صفين من الأعمدة تعلو سقف الحرم قبة دائرية من جهة الشرق ويليها من الجهة الغربية قبو مستطيل .